# Werner Janssen
Werner Janssen (Nueva York, 1 de julio de 1899 – ídem, 19 de septiembre de 1990) fue un compositor de música cinematográfica y director de orquesta estadounidense. Se le recuerda por haber sido el director de la Orquesta Sinfónica de Baltimore entre 1937 y 1939. Fue el primer director de orquesta nacido en Nueva York que dirigió la Filarmónica de Nueva York. Por su trabajo en el cine fue nominado a seis Premios Óscar.

## Vida
Werner Alexander Oscar Janssen nació en Nueva York el 1 de junio de 1899, hijo de August Louis Janssen y Alice Bianca E. (de soltera Von Boeckmann) Janssen. Su padre era un restaurador neoyorquino, fundador del Janssen Hof Brau Haus en Broadway. La familia vivía en Great Neck, en King's Point Road, al lado del músico George M. Cohan. Fue Cohan quien animó al joven Werner a seguir tocando el piano y a explorar su pasión por la música. Cohan describió la interacción de las familias al afirmar: «Sostendré hasta el día de mi muerte que Werner se hizo músico porque su padre le hacía practicar el piano todo el día para mantenerme despierto, sólo para vengarse de mí por tocar toda la noche y mantenerle despierto». Werner contó que sus dos primeras alumnas de música fueron las hijas de George M. Cohan, a las que enseñó en su casa. De adolescente, Werner recuerda haber oído las primeras interpretaciones de "Over There" desde el otro lado de la valla que separaba las casas. Cohan reflexionó sobre aquellos días y escribió al padre de Werner: «Eran días dorados en los que tú cantabas canciones y yo intentaba escribirlas en la puerta de al lado; de hecho, fueron los días más felices de todos los que recuerdo ahora».
Su padre August le animó encarecidamente a entrar en el negocio familiar, oponiéndose al deseo de su hijo de seguir una carrera musical. Cuando Werner terminó la enseñanza secundaria, al graduarse en la Phillips Exeter Academy, tuvo que costearse su propia educación musical en el Dartmouth College. Lo hizo trabajando de camarero, actuando en cabarets y teatros y vendiendo sus propias composiciones populares. En el Conservatorio de Música de Nueva Inglaterra en Boston fue alumno de los compositores George Chadwick y Frederick Converse. También estudió piano con Arthur Friedheim, que había sido alumno de Franz Liszt.
En la Primera Guerra Mundial Janssen ingresó en la sección de infantería del ejército de los Estados Unidos. Tras la guerra, retomó sus estudios y se licenció en música en el Dartmouth College en 1921. Entre 1920 y 1921 estudió dirección de orquesta con Felix Weingartner en la ciudad suiza de Basilea y desde 1921 hasta 1925 con Hermann Scherchen en Estrasburgo en Francia. 
Janssen se casó tres veces, con: 
- Elsa Schmidt, heredera de una cervecera de Indianápolis, con la que tuvo dos hijos, Werner Jr. (1924-2012) y Alice (1923-2011, más tarde Krelle). Se divorciaron en 1937.
- Ann Harding, actriz de Hollywood con la que se casó en enero de 1937 en Londres.[4] De este matrimonio tuvo una hijastra, Jane Harding. Se divorciaron en 1962.[5]
- Christina Heintzmann, con quien tuvo una hija, Jennifer.

El maestro falleció el 19 de septiembre de 1990, a la edad de 91 años en Stony Brook, Nueva York.

## Carrera

### Como compositor
En 1921 comenzó a componer canciones de jazz para el Tin Pan Alley. En 1925 y 1926 creó música para las Ziegfeld Follies para las cuales escribió varias canciones que se convirtieron en éxitos nacionales. Su poema sinfónico New Year's Eve in New York para gran orquesta en clave de jazz le reportó la recepción de una beca Juilliard y el Premio de Roma de la Academia Americana en Roma. Dicha composición fue estrenada por la Orquesta Filarmónica de Rochester dirigida por Howard Hanson el 8 de mayo de 1929. En 1930 fue interpretada por la Orquesta de Cleveland dirigida por Nikolai Sokoloff, y fue grabada en 1929 por la Orquesta Sinfónica Victor bajo la batuta de Nathaniel Shilkret.
Compuso numerosas partituras para cine. La primera de ellas para la película The General Died at Dawn de 1936, alcanzó la fama.

### Como director de orquesta
En 1927 la National Broadcasting Company le contrató para dirigir los conciertos sinfónicos, pero la sesión se vio acortada por su despido antes de que pudiera demostrar su capacidad. En 1929 Samuel Roxy Rothafel conocido como "Rozy", le contrató como director de la orquesta del Roxy Theatre de Nueva York. De nuevo fue despedido de este puesto. La emisora de radio WTAM de Cleveland le contrató como arreglista, pianista y director de orquesta. Dimitió de la emisora tras ganar el Premio de Roma y se marchó a Roma a estudiar música, composición y dirección de orquesta, especialidad esta última con la que obtuvo un gran éxito. Werner dirigió la Real Orquesta de Roma en varias emisiones importantes, a las que siguió una gira por Italia, que le valió críticas y publicidad exitosas e invitaciones para dirigir varias orquestas importantes en ciudades europeas. Ganó reputación internacional dirigiendo la orquesta de Helsingfors en 1935 en un concierto de música de Jean Sibelius. Para la temporada 1934-1935 fue contratado para dirigir la Filarmónica de Nueva York, en la que debutó el 8 de noviembre de 1934. Realizó giras por Europa, en las que dirigió importantes orquestas y un concierto de música en el que se interpretó música de Jean Sibelius le valió el título de Caballero de la Orden de la Rosa Blanca que le concedió el gobierno finlandés el 8 de marzo de 1936. A su regreso a Estados Unidos fue director invitado de varias orquestas americanas y se convirtió en director permanente de la Sinfónica de Baltimore, de la que dimitió en otoño de 1939 para dedicarse a ser director musical de Walter Wanger en Hollywood.
En 1941 Werner estaba ocupado organizando la Orquesta Sinfónica Janssen de Los Ángeles (Janssen Symphony Orchestra of Los Angeles). Confeccionó rollos de pianola para Duo-Art, Ampico y Welte. Dirigió la Orquesta Sinfónica Janssen para un disco fonográfico, Victor n.º 11-8808, de música para películas. El disco contenía el tema de «Laura» y el Scherzo de «Flesh and Fantasy» de Alexandre Tansman. Las selecciones grabadas eran excepcionales, ya que muy poca música de las películas de Hollywood era apta para arreglos sinfónicos. La orquesta grabó un álbum Victor DM 946 de una sinfonía de Beethoven etiquetada como "Jana". La composición fue encontrada en 1909 por el profesor Fritz Stern en los archivos de la Universidad de Jena.
En 1945 Janssen dirigió a su Orquesta Sinfónica de Los Ángeles en la ejecución de la Suite Génesis, concebida y coescrita por Shilkret.
Shilkret, describió a Arthur Judson como la persona principal para elegir directores sinfónicos, y cita a Crawford citando a Hart: «Todos están de acuerdo en que desde 1915 hasta 1956, al menos, Arthur Judson ejerció un poder y una influencia en los asuntos sinfónicos y de conciertos de este país sin igual entonces o en cualquier otro momento». En palabras de Shilkret «Werner Janssen cuenta, en su autobiografía inédita (referenciada como “Janssen, Werner y D. Bruce Lockerbie, ca 1980, While the Music Lasts, inédita, 261 páginas mecanografiadas a doble espacio”), que sin querer pasó por alto a Judson y más tarde se vio obligado a pagar a Judson una comisión sobre todos sus honorarios de actuación (de Janssen), sin obtener a cambio ni una sola contratación de Judson.»

## Grabaciones
Realizó grabaciones como pianista de dos de sus canciones populares en 1920. 

## Premios y reconocimientos
- En 1930 se le concedió la Beca Juilliard.
- En 1930 ganó el Premio de Roma otorgado por la Academia Americana en Roma.
- En 1930 fue nombrado Miembro de la Academia Americana en Roma.
- En 1935 recibió el doctorado honoris causa en Música por la Universidad de Dartmouth.
- En 1936 fue designado Caballero de primera clase de la Orden de la Rosa Blanca de Finlandia.

Premios Óscar
| Año  | Categoría                                              | Película        | Resultado |
| ---- | ------------------------------------------------------ | --------------- | --------- |
| 1946 | Mejor banda sonora de una película dramática o comedia | El capitán Kidd | Nominado  |
| 1946 | Mejor banda sonora de una película dramática o comedia | Semilla de odio | Nominado  |